# USS RR Cuyler
El USS R. R. Cuyler  fue un barco de vapor de la Armada de los Estados Unidos durante la guerra civil estadounidense. La Armada de la Unión la equipó como cañonera y la asignó al bloqueo de la Unión de los Estados Confederados de América. tras la guerra fue comprado por el gobierno de Colombia donde se le llamo Rayo.

## Construcción
RR Cuyler fue construido en 1860 por Samuel Sneeden de Nueva York para HB Cromwell & Company, sirvió en la línea de Nueva York, La Habana y Nueva Orleans de esa compañía hasta marzo de 1861 al comienzo de la guerra civil estadounidense.
Luego, contratada por el Departamento de Guerra, transportó a los milicianos del estado de Nueva York a Washington D. C. y regresó a Nueva York, donde fue adquirida por la marina en mayo de 1861, aunque no fue comprada formalmente hasta agosto.

## Operaciones

### Guerra de Secesión

#### Asignado al bloqueo del Golfo
A principios de junio, RR Cuyler partió de la ciudad de Nueva York bajo el mando del capitán Francis B. Ellison. El día 9, llegó a Key West, Florida, desde donde se dirigió hacia el norte para realizar tareas de bloqueo frente a Tampa, Florida. Aunque plagado por la presencia de viruela entre su tripulación, RR Cuyler participó en la captura y quema de Finlandia en la bahía de Apalachicola el 26 de agosto. El 22 de noviembre, mientras operaba cerca y en el río Misisipi, interceptó y ayudó en la captura de los vapores AJ View y Henry Lewis.. En diciembre, las balandras Advocate, Express y Osceola y las goletas Delight y Olive corrieron la misma suerte. El 20 de enero de 1863, frente a Mobile Bar, RR Cuyler se apoderó de la goleta JW Wilder. Dos meses después, capturó la goleta Grace E. Baker frente a Cuba y el 3 de mayo, la goleta Jane en el mar.
Estacionado frente a Mobile Bay durante mayo, RR Cuyler capturó el vapor Eugenie y las goletas Hunter e Isabel. El 14 de julio, el vapor Kate Dale se sumaba a su palmarés. Después de esa captura, se ordenó a la cañonera que se uniera a la búsqueda del asaltante confederado Tallahassee . Mientras procedía en esa misión el 4 de diciembre, se detuvo y capturó el vapor Armstrong y, después de que una búsqueda reveló un cargamento de contrabando, se apoderó del barco.

#### Reasignado al bloqueo del Atlántico Norte
RR Cuyler se unió al Escuadrón de Bloqueo del Atlántico Norte frente a Wilmington, Carolina del Norte, para trabajar hasta el final de la Guerra Civil. Se unió a los ataques contra Fort Fisher en el río Cape Fear el 24 y 25 de diciembre de 1864, y participó en la captura de Fort Anderson cerca del 18 y 19 de febrero de 1865.

### Posguerra y servicio en Colombia
Tras el final de la Guerra Civil, RR Cuyler regresó a la ciudad de Nueva York, donde fue dado de baja el 1 de julio de 1865 y vendido en una subasta el 15 de agosto a Russel Sturgis de Nueva York.
En diciembre de 1866 fue comprado por los Estados Unidos de Colombia y tras su llegada a Cartagena, pasó a llamarse El Rayo. Permaneció en el puerto de Cartagena, objeto de una disputa diplomática durante el gobierno de Tomas Cipriano de Mosquera, de febrero a septiembre de 1867. A mediados de septiembre, fue arrancado de sus amarras durante una tormenta y varado en un arrecife de coral, donde fue abandonado.